# Empis syrovatkai
Empis syrovatkai är en tvåvingeart som beskrevs av Chvala 1985. Empis syrovatkai ingår i släktet Empis och familjen dansflugor. Arten är reproducerande i Sverige. Inga underarter finns listade i Catalogue of Life.

## Bildgalleri

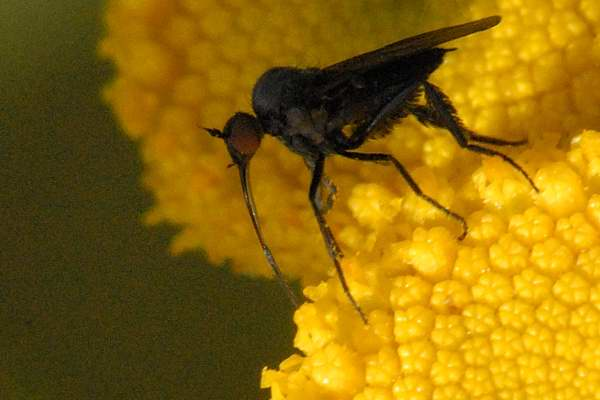